# Fossa delle Curili

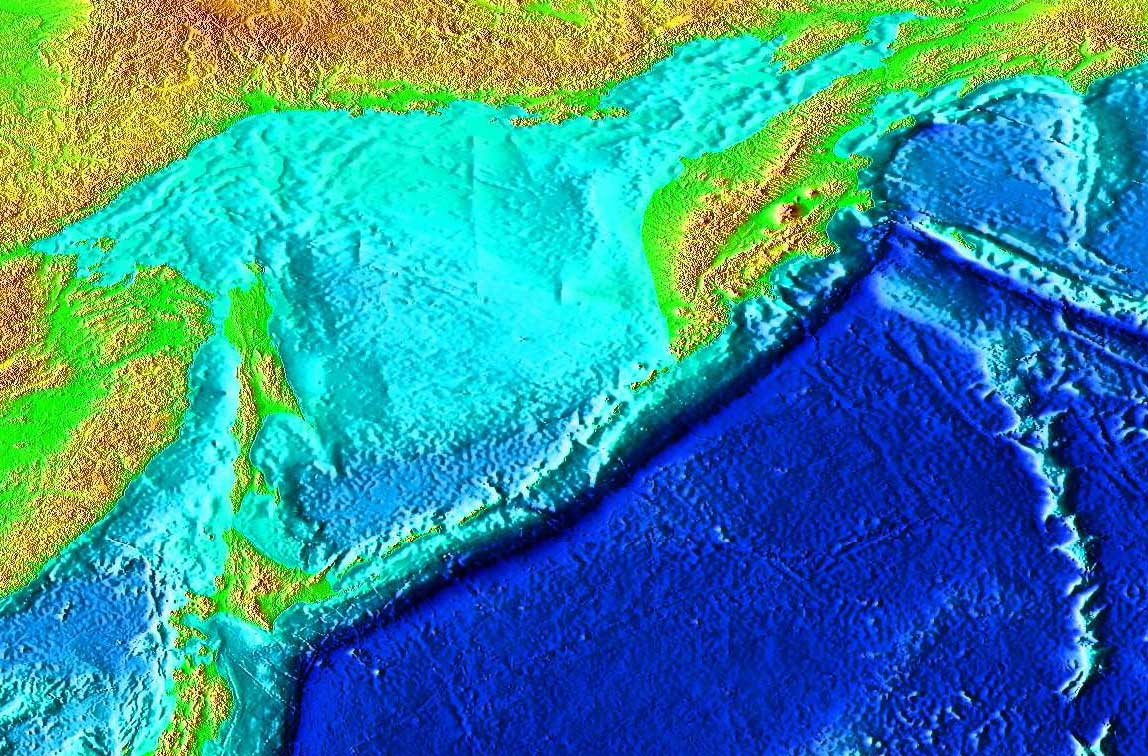
Mappa della fossa delle Curili.

La fossa delle isole Curili o fossa Curili - Kamčatka  (in russo Курило-Камчатский жёлоб?, Kurilo-Kamčatkij žëlob) è una fossa oceanica situata nell'oceano Pacifico settentrionale.
Si trova al largo della costa sud-orientale della Kamchatka e parallela all'arcipelago delle isole Curili e si incrocia con la Fossa del Giappone a est di Hokkaido. 

## Caratteristiche
Si allunga con forma arcuata in direzione nordest-sudovest per circa 1.500 km, bordeggiando ad est l'arco insulare delle isole Curili, dalle quali prende il nome; la fossa del Giappone segna il suo limite meridionale, mentre quello settentrionale è marcato da una giunzione tripla con la faglia di Ulachan e la fossa delle Aleutine vicino alle Isole del Commodoro.
La fossa delle Curili è il risultato della subduzione della placca pacifica al di sotto della placca di Ochotsk, con conseguente intenso vulcanismo.
La fossa raggiunge una profondità massima di 10.500 metri, che ne fa una delle più profonde al mondo.

## Terremoti
Grandi terremoti associati alla zona di subduzione: 
| Data              | Località              | Magnitudine |
| ----------------- | --------------------- | ----------- |
| 3 febbraio 1923   | Kamčatka, Russia      | 8.4         |
| 2 marzo 1933      | Sanriku-oki, Giappone | 8.6         |
| 4 novembre 1952   | Kamčatka, Russia      | 9.0         |
| 6 novembre 1958   | Isole Curili, Russia  | 8.4         |
| 13 ottobre 1963   | Isole Curili, Russia  | 8.5         |
| 4 ottobre 1994    | Isole Curili, Russia  | 8.3         |
| 25 settembre 2003 | Hokkaidō, Giappone    | 8.3         |
| 15 novembre 2006  | Isole Curili, Russia  | 8.3         |
| 24 maggio 2013    | Mare di Ochotsk,      | 8.3         |
| 18 luglio 2017    | Kamčatka, Russia      | 7.8         |
| 30 luglio 2025    | Kamčatka, Russia      | 8.8         |